# 2135 Aristaeus
2135 Aristaeus este un asteroid descoperit pe 17 aprilie 1977 de Eleanor Helin și Schelte Bus.